# Villalibre de Somoza
Villalibre de Somoza es una localidad española que forma parte del municipio de Luyego, en la provincia de León, comunidad autónoma de Castilla y León.

## Geografía

### Ubicación
| Noroeste: Lucillo              | Norte: Tabladillo | Noreste: Murias de Pedredo |
| Oeste: Quintanilla de Somoza   |                   | Este: Lagunas de Somoza    |
| Suroeste Quintanilla de Somoza | Sur: Luyego       | Sureste: Luyego            |

## Demografía
Evolución de la población
| Gráfica de evolución demográfica de Villalibre de Somoza entre 2000 y 2017 |
|                                                                            |
| Población de derecho (2000-2017) según el padrón municipal del INE         |